# Piston

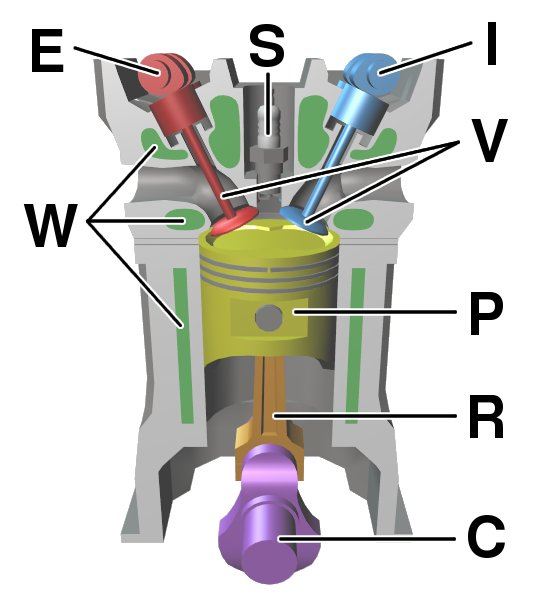
Các bộ phận của một động cơ bốn thì điển hình. (E) Trục cam xả, (I) Trục cam nạp, (S) Bugi, (V) Van, (P) Piston, (R) Thanh truyền, (C) Trục khuỷu, (W) Lỗ dẫn nước làm mát.

Piston (còn được gọi trong tiếng lóng là quả piston hay trái piston) là một bộ phận của động cơ; máy bơm, máy nén khí dạng piston; xi lanh thủy lực hoặc xi lanh khí nén.
Đối với động cơ đốt trong, piston có nhiệm vụ cùng với xi lanh và nắp máy tạo thành buồng đốt. Piston nhận áp suất do sự giãn nở của khí cháy rồi truyền lực cho trục khuỷu để sinh công trong quá trình nổ và nhận lực từ trục khuỷu để thực hiện các quá trình nạp, nén và thải (động cơ đốt trong 4 thì), ở động cơ đốt trong 2 thì piston còn thực hiện chức năng làm van đóng mở cửa hút và cửa xả.
Trong máy bơm, piston làm nhiệm vụ đẩy, hút chất lỏng.

## Cấu tạo piston động cơ đốt trong

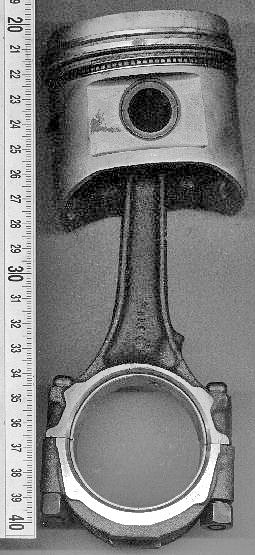
Piston và thanh truyền

Cấu tạo của piston có dạng hình trụ và chia làm 3 phần: đỉnh, đầu và thân.
Đỉnh piston có 3 dạng: đỉnh bằng, đỉnh lồi, đỉnh lõm. Đỉnh piston nhận áp suất khí đốt và phải chịu nhiệt độ cao.
Đầu piston có các rãnh để lắp các xec măng khí và xec măng dầu. Đáy rãnh lắp xec măng dầu có khoan các lỗ nhỏ thông vào bên trong để cấp và thoát dầu.
Thân piston có nhiệm vụ dẫn hướng cho piston chuyển động trong xi lanh và liên kết với thanh truyền để truyền lực làm quay trục khuỷu. Trên thân piston có lỗ ngang đề lắp chốt liên kết piston và thanh truyền.

## Cấu tạo piston động cơ hơi nước
Piston động cơ hơi nước khác động cơ đốt trong ở chỗ piston luân phiên nhận áp suất ở cả hai mặt, do vậy cấu tạo của piston động cơ hơi nước có dạng đĩa phẳng.